# Loi de programmation militaire 2019-2025
Lire en ligne

Sur Légifrance

Loi de programmation militaire 2024-2030
La loi du 13 juillet 2018 relative à la programmation militaire pour les années 2019 à 2025 ou LPM 2019-2025 fixe les orientations relatives à la politique de défense française et trace une trajectoire de programmation des moyens militaires pour la période 2019-2025. Elle précise les orientations en matière d'équipement des armées à l'horizon 2030, les traduit en besoins financiers jusqu'en 2025 et en ressources budgétaires jusqu'en 2023. Elle fait suite à la loi de programmation militaire 2014-2019.
Elle est basée sur le constat et les orientations figurant dans la Revue stratégique de défense et de sécurité nationale 2017 élaborée à l'automne 2017.

## Parcours législatif
Le projet de loi de programmation militaire 2019-2025 est présenté au Conseil des ministres du 8 février 2018 par la ministre des Armées,. Le projet de LPM s'appuie sur les conclusions de la Revue stratégique de défense et de sécurité nationale conduite fin 2017.
Le Conseil d'État rend le 8 février 2018 un avis consultatif sur le projet de LPM qui lui a été soumis.
La commission de la Défense nationale et des Forces armées de l'Assemblée nationale en effectue l'examen en mars 2018. Le projet de loi est discuté en séance publique du 20 au 27 mars. Il est adopté le 27 mars 2018 en première lecture par 389 voix pour et 37 voix contre.
Le texte amendé par l'Assemblée nationale est transmis au Sénat le 28 mars. La discussion générale du texte par le Sénat a lieu les 22 et 23 mai. Après y avoir apporté des modifications, le Sénat adopte ce projet de loi en première lecture le 29 mai par 326 voix pour et 15 voix contre,.
La commission mixte paritaire chargée de proposer un texte sur les dispositions du projet de loi se réunit le 19 juin 2018 et parvient à l'élaboration d'un texte commun. Ce texte est adopté par l'Assemblée nationale le 27 juin et par le Sénat le 28 juin.
La loi n° 2018-607 relative à la programmation militaire pour les années 2019 à 2025 et portant diverses dispositions intéressant la défense est promulguée par le Président de la République le 13 juillet 2018, et publiée au Journal officiel le 14 juillet 2018.

## Structure de la LPM
La LPM comporte soixante-cinq articles, organisés en deux titres, respectivement intitulés « Dispositions relatives aux objectifs de la politique de défense et à la programmation financière » et « Dispositions normatives intéressant la défense nationale », et un rapport annexé.

### Titre I - Dispositions relatives aux objectifs de la politique de défense et à la programmation financière
Ce premier titre de loi comporte huit articles, qui fixent les objectifs globaux de programmation relatifs aux budgets de la mission « Défense » gérée par le ministère des Armées, aux effectifs du ministère des Armées et au surcoût lié aux opérations extérieures et intérieures.
Les éléments détaillés de la programmation figurent dans le rapport annexé à la loi.

### Titre II - Dispositions normatives intéressant la défense nationale
Le titre II comporte un ensemble des dispositions normatives relatives aux ressources humaines, à l’élection de militaires aux scrutins locaux,, à la cyber-défense, aux opérations, à la coopération et à l’entraînement des forces, au droit de l'armement, en matières immobilières et financières, au monde combattant et des mesures de simplification. Ces mesures ont des conséquences législatives et réglementaires.

## Politique de défense et programmation financière

### Contexte international et «Ambition 2030»
La première partie du rapport annexé a pour point de départ le constat figurant dans la Revue stratégique 2017 que « les menaces et les risques identifiés dans le Livre blanc de 2013 se sont manifestés plus rapidement et avec une intensité plus forte qu’anticipée. La France, engagée militairement sur plusieurs théâtres de crise, est directement exposée, comme ses voisins européens, à une instabilité croissante de l’environnement international ».

### Consolidation des fonctions stratégiques et contrats opérationnels
La LPM 2019-2025 articule les objectifs et ambitions de la politique de défense de la France autour de cinq fonctions stratégiques, déjà retenues dans le Livre blanc 2013, et confirmées dans la Revue stratégique 2017 qui conclut « à la nécessité de consolider les cinq fonctions stratégiques qui sont interdépendantes et dont l’équilibre garantit la cohérence et la crédibilité du modèle d’armée complet qui structure la Défense française et préserve l’autonomie stratégique de notre pays ». La deuxième partie du rapport annexé définit d'une part les priorités et axes de consolidation des fonctions stratégiques et d'autre part les contrats opérationnels que les armées devront être capables de remplir.

#### Consolidation des cinq fonctions stratégiques
Si la Revue stratégique conclut à la nécessité de consolider les cinq fonctions stratégiques, les fonctions « connaissance et anticipation » et « prévention » bénéficient d'une priorité accrue.
1. Connaissance et anticipation : cette fonction  « est une priorité de la stratégie de défense définie par l’Ambition 2030, avec un effort accru en matière d’effectifs pour le renseignement sur 2019-2025 (+1 500), mais aussi d’équipements dans le domaine du renseignement »[16].
2. Prévention : deuxième fonction prioritaire, la prévention est primordiale dans une logique d'approche globale pour la gestion des crises. Aussi, « la configuration du réseau de bases opérationnelles avancées (Côte-d’Ivoire, Djibouti, Emirats arabes unis) et de pôles opérationnels de coopération (Gabon et Sénégal) est confirmée » et « les armées continueront à assurer des déploiements (...) dans le cadre des mesures de la posture de défense et de dissuasion de l’OTAN, afin de marquer notre solidarité avec nos alliés dans le respect de nos engagements internationaux (...) (Enhanced Forward Presence, Air Baltic, déploiements navals en Baltique, en Méditerranée et en mer Noire, police du ciel européen[17]) »[16].
3. Dissuasion : la dissuasion nucléaire demeure la clé de voûte de la stratégie de défense, dans une doctrine « strictement défensive et suffisante ». Les capacités de simulation développées avec le Royaume-Uni[Note 1] et la modernisation des deux composantes, océanique et aéroportée.
4. Protection : cette fonction a pour objet de garantir l’intégrité du territoire et de protéger les Français, « en métropole et outre-mer, [où] les armées assurent en permanence la sûreté du territoire, de l’espace aérien et des approches maritimes. ». Sur le territoire national, la LPM pérennise le format d'engagement des armées à hauteur de 10 000 militaires en trois échelons pendant un mois. Des capacités nouvelles sont aussi prévues pour faire face aux menaces croissantes dans le cyberespace et dans l'espace exo-atmosphérique[16].
5. Intervention : cette fonction consiste en la projection de forces hors de notre territoire pour protéger les intérêts de la France et honorer ses engagements internationaux. La France veut continuer « de disposer d’une capacité d’intervention autonome dans le monde » et « d'avoir la capacité à être « nation-cadre » au sein d’opérations multinationales ». Les capacités doivent être suffisantes pour que les armées puissent être engagées « jusqu’à trois théâtres simultanément, afin, d’assumer les responsabilités de la France dans l’espace euroméditerranéen ou en Afrique, de respecter les accords de défense et de défense collective (au titre de l’article 5 du traité de l’Atlantique nord et de l’article 42.7 du traité de l’Union européenne), et de mettre en oeuvre les partenariats stratégiques, notamment avec l’Inde et l’Australie. »[16].

#### Des contrats opérationnels et des formats au service de l’Ambition 2030
L’Ambition 2030 se définit concrètement par un certain nombre de contrats opérationnels qui se déclinent selon les cinq fonctions stratégiques, la mutualisation des capacités rares et critiques devant être maintenue. Ces contrats opérationnels recouvrent :
1. Des activités permanentes, appelées « postures » dans la LPM, en matière « de dissuasion, de sûreté et de protection du territoire national, de renseignement stratégique, [et] de cyberdéfense ».
2. Une force d'intervention en urgence, en alerte permanente, de 5 000 hommes. Cet échelon d'alerte « permet de mettre sur pied une force interarmées de réaction immédiate (FIRI) de 2 300 hommes, (...) projetable à 3 000 km (...) dans un délai de 7 jours ».
3. Des capacités d'intervention simultanée en gestion de crise sur trois théâtres d'opération, pouvant mobiliser des moyens interarmées importants (états-majors, moyens de renseignement, forces spéciales, 6 à 7 000 hommes des forces terrestres, le groupe aéronaval formé autour du porte-avions Charles de Gaulle, et une trentaine d'avions dont 14 avions de combat.
4. La capacité à être engagé, en coalition avec nos alliés et sur un théâtre unique, dans « une opération majeure de coercition ».

### Axes prioritaires de l' «Ambition 2030»
La LPM 2019-2025 identifie quatre grands axes prioritaires à l'horizon 2030 : placer la LPM « à hauteur d'homme », renouveler les capacités opérationnelles des armées, garantir l'autonomie stratégique de la France, et enfin innover et se transformer pour répondre aux défis futurs.

#### Placer la LPM «à hauteur d’homme»
Un modèle d'armée complet et équilibré, soutenable dans la durée, « s’appuie ainsi sur des femmes et des hommes formés, entraînés et valorisés et pleinement intégrés à la Nation : il s’agit donc d’une LPM « à hauteur d’homme » »,  dimension pour laquelle l'effort porte sur quatre volets complémentaires :
- Améliorer les conditions d’exercice du métier des armes, pour permettre de remplir les missions opérationnelles de manière durable et soutenable, en dotant les militaires du matériel adapté, en bon état d'entretien et de disponibilité, et en leur assurant un bon niveau d'entrainement opérationnel ;
- Améliorer le « quotidien du soldat », les conditions de vie et de travail du personnel ;
- Gérer les ressources humaines de manière plus dynamique pour rendre l'engagement dans l'armée plus attractif et améliorer la fidélisation des compétences, pour offrir des parcours professionnels plus riches et diversifiés, en s'appuyant sur un chantier de rénovation de la politique de solde et sur une gestion prévisionnelle optimisée des flux ;
- Renforcer le lien entre soldat, armées et Nation en s'appuyant davantage sur la Réserve et en affermissant le lien entre la jeunesse et les armées.

Les dispositions normatives relatives aux personnels militaires figurent au Titre II de la LPM.

#### Renouveler les capacités opérationnelles des armées
La LPM 2019-2025 « préserve le calendrier des commandes et des livraisons des programmes d’armement résultant de la précédente LPM. » et « finance l’accélération de la modernisation d’équipements sur des segments capacitaires prioritaires pour la réalisation des contrats opérationnels ».
Les coopérations sont privilégiées « à l’exclusion des programmes relevant directement de la souveraineté nationale ». Les programmes en coopération européenne en cours sont poursuivis : A400M, NH90, FREMM, FSAF, MUSIS, Tigre, MIDE-RMV, ANL. Les programmes d’équipement lancés au cours de la LPM 2019-2025 seront prioritairement conçus dans une voie de coopération européenne : « sont notamment concernés le programme de drone MALE européen (avec l’Allemagne, l’Espagne, l’Italie), les futurs programmes de missiles FMAN et FMC (avec le Royaume-Uni), les travaux nécessaires au remplacement du char Leclerc (MGCS avec l’Allemagne), avions de patrouille maritime PATMAR futur (avec l’Allemagne), le programme SLAMF (avec le Royaume-Uni), le SCAF-Avion-NG ou la surveillance de l’espace exo-atmosphérique (avec l’Allemagne). Il en résulte que le nombre de programmes en coopération avec des partenaires européens sera augmenté de 36 % par rapport à la précédente LPM ». La France exploitera pleinement les possibilités offertes par le Fonds européen de défense.
Les nouveaux équipements font une large place à des « technologies innovantes adaptées » favorisant l'autonomisation des systèmes : systèmes d'information et de communication de nouvelle génération, drones et robots.
Au-delà des grands programmes d’armement, un effort particulier est réalisé au profit des équipements de cohérence opérationnelle et des petits équipements au bénéfice du combattant individuel.

#### Combiner autonomie stratégique et coopérations en Europe et dans le monde
La LPM articule une stratégie qui allie autonomie stratégique et coopérations : « en développant notamment [leurs] moyens de renseignement ou de prévention des crises (...), les armées capitaliseront sur des capacités discriminantes, à forte valeur ajoutée pour nos alliés (...), » qui leur permettront ainsi « de jouer un rôle moteur, voire fédérateur, dans le renforcement de l’Europe de la défense ». Le renseignement est un enjeu de coopération, en ce que « la mise à disposition de capacités nationales [ de renseignement ] et le partage de l’information constituent un véritable levier d’influence et un facteur de crédibilité au sein des coalitions ».
En matière de coopérations, la LPM place au premier plan le renforcement de l'Europe de la défense, présentée comme un facteur de « renforcement de l'autonomie stratégique » de la France. Plus généralement, dans un environnement stratégique plus instable et imprévisible, la LPM souligne qu'il est indispensable de renforcer les liens qui unissent la France à ses partenaires à travers le monde, dans les cadres multilatéraux comme bilatéraux. La France consolidera les partenariats noués de longue date avec le Royaume-Uni et l'Allemagne et développera de nouveaux partenariats en Europe, avec l'Italie et l'Espagne, mais aussi avec des pays du Nord ou de l'Est européen. La France développe aussi une vision de la sécurité internationale qui la conduit à « poursuivre le développement de ses partenariats
stratégiques en Afrique, au Moyen-Orient ou dans la région indopacifique ». Dans cette dernière région, la France a « noué des partenariats stratégiques majeurs avec l’Inde et l’Australie, qui sont structurants et de longue durée ».

#### Développer les capacités de la France dans le cyberespace et dans le spatial
L’accès au cyberespace et à l'espace exo-atmosphérique porte un enjeu de souveraineté nationale majeur.
S’inscrivant dans le cadre des conclusions de la revue stratégique de cyberdéfense de février 2018, la LPM 2019-2025 alloue des moyens supplémentaires importants à la cyberdéfense afin de garantir une protection et une défense des systèmes et réseaux. Quinze-cents effectifs supplémentaires sont prévus dans ce cadre. La LPM n'occulte pas la volonté de la France d'être présente sur le terrain de la  lutte informatique offensive, pour laquelle elle prévoit que « de nouvelles capacités d’action, intégrées à la chaîne de planification et de conduite des opérations, seront systématiquement déployées en appui de la manœuvre des armées. En effet, s’appuyant sur la numérisation croissante de nos adversaires, elles offrent des options alternatives ou complémentaires aux effets des systèmes d’armes conventionnels. Cette période sera aussi mise à profit pour étudier l’élargissement des contextes opérationnels d’emploi de l’arme cybernétique ».
Le libre accès et l’utilisation de l’espace exo-atmosphérique sont des conditions de notre autonomie stratégique, dans la mesure où les satellites fournissent des services essentiels à la préparation et à la conduite des opérations militaires. La LPM 2019-2025 prévoit que « nos capacités nationales de surveillance de l’espace exo-atmosphérique (Space Surveillance and Tracking, SST) et de connaissance de la situation spatiale (Space Situational Awareness, SSA) seront consolidées, notamment par le renforcement du Commandement Interarmées de l’Espace et du Commandement de la Défense Aérienne et des Opérations Aériennes ».

### Ressources à hauteur des ambitions

#### Ressources financières
La LPM distingue trois horizons programmatiques :
- 2030, horizon du programme d’équipement et d’adaptation du modèle d’armée aux enjeux identifiés par la Revue stratégique 2017 ;
- 2025, horizon du rehaussement de l’effort national de défense à 2 % du PIB, conformément aux besoins identifiés collectivement par les membres de l’OTAN ;
- 2023, horizon de la programmation détaillée de crédits budgétaires, qui correspond à la dernière année pour laquelle le Gouvernement aura la responsabilité de préparer un projet de loi de finances avant l’avènement de nouvelles élections nationales.

Le projet de loi de programmation militaire propose une croissance régulière des dépenses relatives à la défense, jusqu'à atteindre 2 % du produit intérieur brut en 2025. Ces crédits de paiement n'incluent pas les sommes budgétisées chaque année pour le CAS « Pensions » qui représentent 8,43 Md€ dans le budget 2018 de la mission « Défense ». Ils concernent la seule mission « Défense », c’est-à-dire le budget des armées stricto sensu, hors budgets consacrés aux anciens combattants ou à la gendarmerie nationale.
| LPM initiale        | Budget 2018 (Hors LPM) | 2019   | 2020   | 2021   | 2022   | 2023   | Total 2019-2023 | Moyenne 2024 et 2025 | Total 2019-2025 |
| ------------------- | ---------------------- | ------ | ------ | ------ | ------ | ------ | --------------- | -------------------- | --------------- |
| Crédits de paiement | 34,2                   | 35,9   | 37,6   | 39,3   | 41,0   | 44,0   | 197,8           | 48,5                 | 294,8           |
| Évolution           | —                      | +4,97% | +4,73% | +4,52% | +4,33% | +7,32% | —               |                      |                 |

#### Ressources humaines
Concernant les effectifs des armées, la loi de programmation militaire 2019-2025 prévoit « une augmentation de 6 000 postes sur la période 2019-2025, dont 3 000 sur la période 2019-2023, portant les effectifs du ministère à 274 936, hors service industriel aéronautique, au terme de la LPM ».
| LPM initiale            | 2019  | 2020  | 2021  | 2022  | 2023   | Total 2019-2023 | 2024   | 2025   | Total 2019-2025 |
| ----------------------- | ----- | ----- | ----- | ----- | ------ | --------------- | ------ | ------ | --------------- |
| Évolution des effectifs | + 450 | + 300 | + 300 | + 450 | + 1500 | + 3000          | + 1500 | + 1500 | + 6000          |
| Effectifs totaux        |       |       |       |       |        | 271 936         |        |        | 274 936         |

## Tableau des principaux équipements
Le rapport annexé inclut des tableaux qui fournissent une liste détaillée des équipements des armées françaises en parc début 2019, prévus en 2025 sur la base des acquisitions programmées de 2019 à 2025 dans le LPM, et prévus au titre de l'ambition opérationnelle 2030,.
Un extrait de cette liste détaillée et des commentaires et explications détaillés qui figurent dans le rapport, figure dans le tableau ci-dessous.
| Composante            | Nature équipement                             | Type équipement         | Parc début 2019 | Parc 2025 | Ambition 2030 |
| --------------------- | --------------------------------------------- | ----------------------- | --------------- | --------- | ------------- |
| Cohérence interarmées | Satellites d'observation et d'écoute spatiale | MUSIS                   | 1               | 3         | 3             |
| Cohérence interarmées | Satellites d'observation et d'écoute spatiale | CERES                   | 0               | 1         | 1             |
| Cohérence interarmées | Drones MALE (systèmes / vecteurs)             | REAPER                  | 2 / 6           | 4 / 12    | 8 / 24        |
| Cohérence interarmées | Drones MALE (systèmes / vecteurs)             | MALE européen           | 0 / 0           | 1 / 3     | 8 / 24        |
| Forces terrestres     | Char de bataille                              | Char Leclerc            | 241             | 200       | 200           |
| Forces terrestres     | Char médian                                   | Total                   | 330             | 300       | 300           |
| Forces terrestres     | Char médian                                   | dont ERBC Jaguar        | 0               | 150       | 300           |
| Forces terrestres     | Véhicule blindé multi-rôles                   | VBMR Griffon            | 3               | 936       | 1872          |
| Forces navales        | Porte-avions nucléaire                        | Charles de Gaulle       | 1               | 1         | 1             |
| Forces navales        | Sous-marin nucléaire lanceur d'engins (SNLE)  | Classe Le Triomphant    | 4               | 4         | 4             |
| Forces navales        | Sous-marin nucléaire d'attaque (SNA)          | Classe Rubis            | 6               | 2         | 0             |
| Forces navales        | Sous-marin nucléaire d'attaque (SNA)          | Classe Barracuda        | 0               | 4         | 6             |
| Forces navales        | Frégates de premier rang                      | FREMM, FDA Horizon, FTI | 12              | 12        | 15            |
| Forces navales        | Frégates légères                              | Classe La Fayette       | 5               | 5         | 0             |
| Forces aériennes      | Avions de combat                              | Total                   | 254             | 253       | 280           |
| Forces aériennes      | Avions de combat                              | dont Rafale (Marine)    | 143 (41)        | 171 (42)  | 225 (40)      |
| Forces aériennes      | Avion de transport militaire                  | Total                   | 48              | 43        | 53            |
| Forces aériennes      | Avion de transport militaire                  | dont A400M              | 14              | 25        | 35            |
| Notes 1. 2. 3.        |                                               |                         |                 |           |               |

## Actualisation 2021 de la LPM
L'article 7 de la loi n° 2018-607 du 13 juillet 2018 relative à la LPM pour les années 2019 à 2025 prévoit que « la présente programmation fera l'objet d'actualisations, dont l'une sera mise en œuvre avant la fin de l'année 2021. Cette dernière aura notamment pour objet de consolider la trajectoire financière et l'évolution des effectifs jusqu'en 2025 »,.
La ministre des Armées, Florence Parly, annonce le 19 février 2021 lors de son audition devant la commission de la défense de l'Assemblée nationale  qu'il « n'est pour l'instant pas prévu de procéder à une actualisation législative de la LPM » mais que les engagements pris seront tenus malgré des ajustements de certaines ambitions, notamment en matière de détection des menaces, d'attribution des agressions, d'analyse de données, de protection NRBC, de lutte anti-drone ou de préparation opérationnelle.
La commission des affaires étrangères, de la défense et des forces armées du Sénat publie le 16 juin 2021 un rapport d'information relatif à l'actualisation de la loi de programmation militaire 2019-2025. Selon ce rapport : « l’actualisation de la loi de programmation militaire s’impose par le droit et par les faits », « la programmation [a été] respectée sur les trois premières annuités (2019-2021) », mais « l’exécution de la LPM n’est conforme qu’en apparence » en raison principalement d'une part des surcoûts liés aux OPEX et aux missions intérieures, et d'autre part des ajustements en faveur de programmes prioritaires.
Les ajustements annuels de la programmation militaire (A2PM) des années 2019, 2021 et 2021 présentés par le gouvernement pour une enveloppe totale selon le calcul du Sénat de 3,1 milliards d'euros concernent principalement : le spatial (Syracuse IV), le numérique, le renseignement et le cyber, les études de la propulsion nucléaire du futur porte-avions de nouvelle génération (PANG), la pérennisation du char Leclerc, une partie du plan de soutien à l’aéronautique avec la commande anticipée de 8 Caracal et 3 A330, le plan ministériel en faveur du service de santé des armées (SSA) et l’amélioration de la vie militaire dans le cadre du « Plan famille ». À cela s'ajoute le coût lié à la cession de Rafale d’occasion à la Grèce dont le montant est classifié. Selon le rapport du Sénat, les surcoûts constatés non prévus par la LPM et à prévoir pour atteindre les objectifs de la LPM se montent au total à 8,6 milliards d'euros.